# Cola di Rienzo
Nicola Gabrini, popularmente conhecido como Nicola di Rienzo ou Cola di Rienzo, também grafado como Rienzi (Roma, 1313 – Roma, 8 de outubro de 1354) foi um humanista, político romano, excelente orador que foi eleito notário papal pelo Papa Clemente VI.

## Início de carreira
Cola nasceu em Roma de origens humildes. Ele alegou ser o filho natural de Henrique VII, o Sacro Imperador Romano, mas na verdade seus pais eram uma lavadeira e um taberneiro chamado Lorenzo Gabrini. O prenome de seu pai foi encurtado para Rienzo, e o seu, Nicola, para Cola; daí a Cola di Rienzo, ou Rienzi, pela qual ele é geralmente conhecido.
Ele passou seus primeiros anos em Anagni. Tendo dedicado muito tempo ao estudo dos escritores, historiadores, oradores e poetas latinos, e tendo nutrido sua mente com histórias das glórias e do poder da Roma antiga, ele voltou seus pensamentos para a tarefa de restaurar sua cidade natal, então em degradação e miséria, não apenas para a boa ordem, mas até mesmo para sua grandeza primitiva. Seu zelo por esta obra foi despertado pelo desejo de vingar seu irmão que havia sido morto por um nobre.

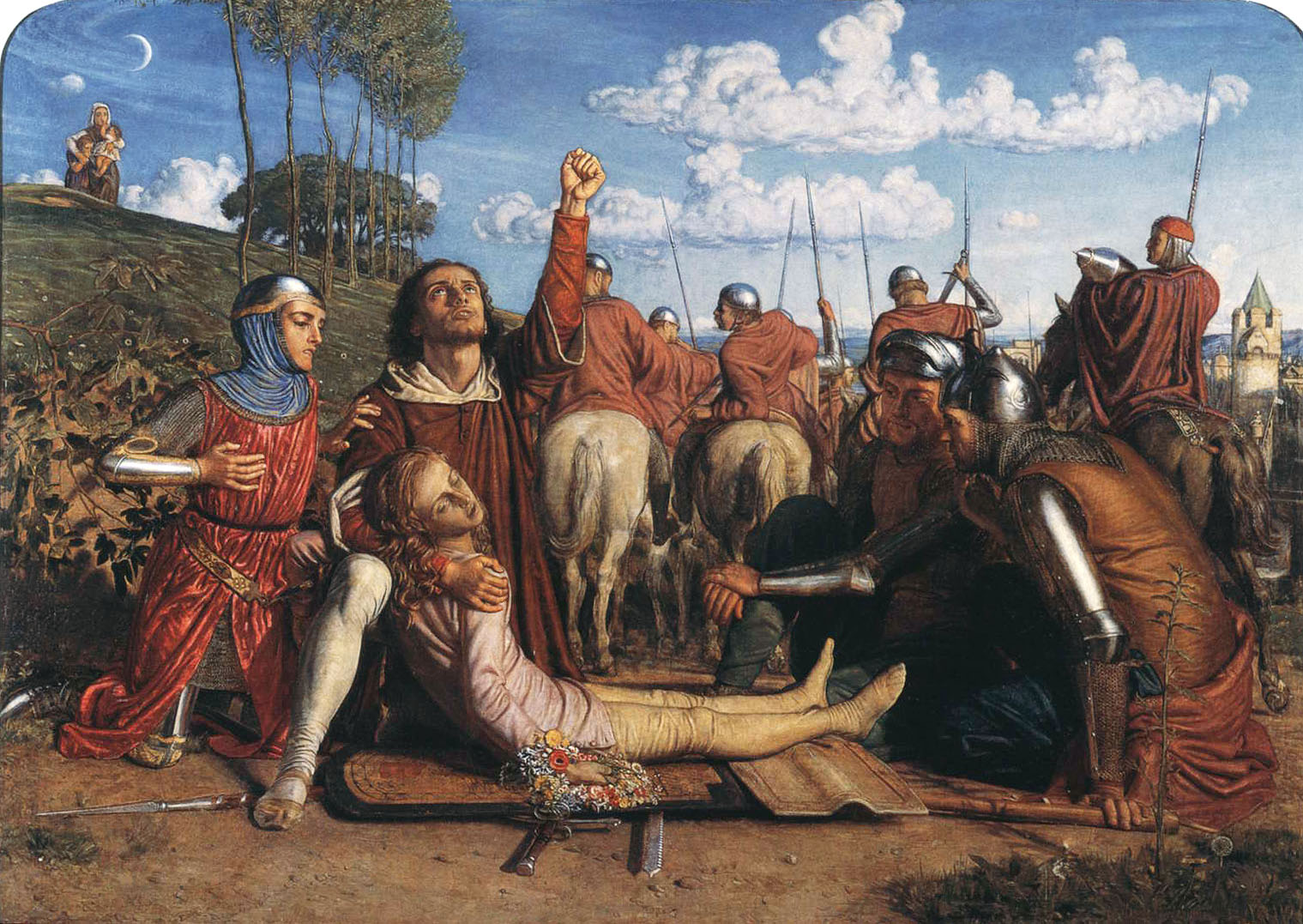
Rienzi jurando obter justiça pela morte de seu irmão mais novo por William Holman Hunt, 1848-1849

Ele se tornou um notário e uma pessoa de certa importância na cidade, e foi enviado em 1343 em uma missão pública ao Papa Clemente VI em Avignon. Ele cumpriu seus deveres com habilidade e sucesso, e embora a ousadia com que denunciou os governantes aristocráticos de Roma atraiu sobre ele a inimizade de homens poderosos, ele conquistou o favor e a estima do papa, que lhe deu um cargo oficial em seu Tribunal.

## Líder da revolta
Retornando a Roma por volta de abril de 1344, ele trabalhou por três anos no grande objetivo de sua vida, a restauração da cidade à sua antiga posição de poder. Ele reuniu um bando de apoiadores, planos foram traçados e, finalmente, tudo estava pronto para a insurreição.
Em 19 de maio de 1347, os arautos convidaram o povo para um parlamento no Capitólio, e em 20 de maio, Domingo de Pentecostes, a reunião aconteceu. Uma nova série de leis foi publicada e aceita com aclamação, e autoridade e poder ilimitados foram dados ao autor da revolução.
Sem desferir um golpe, os nobres deixaram a cidade ou se esconderam, e alguns dias depois Rienzo assumiu o título de tribuno (Nicolau, severus et clemens, libertatis, pacis justiciaeque tribunus, et sacræ Romanæ Reipublicæ libertator).

## Tribuna de Roma
Com sua autoridade aceita rápida e silenciosamente por todas as classes, o novo governante governou a cidade com uma justiça severa que estava em marcante contraste com o recente reinado de licenciosidade e desordem. Em grande estado, o tribuno percorreu as ruas de Roma, sendo recebido na Basílica de São Pedro com o hino Veni Creator Spiritus, enquanto em uma carta o poeta Petrarca o exortava a continuar sua grande e nobre obra e o parabenizava por suas realizações anteriores, chamando-o de novo Camilo , Brutus e Romulus. Todos os nobres se submeteram, embora com grande relutância; as estradas foram limpas de ladrões; a tranquilidade foi restaurada em casa; alguns exemplos severos de criminosos intimidados pela justiça; e o tribuno era considerado por todo o povo como o restaurador destinado a Roma e a Itália.

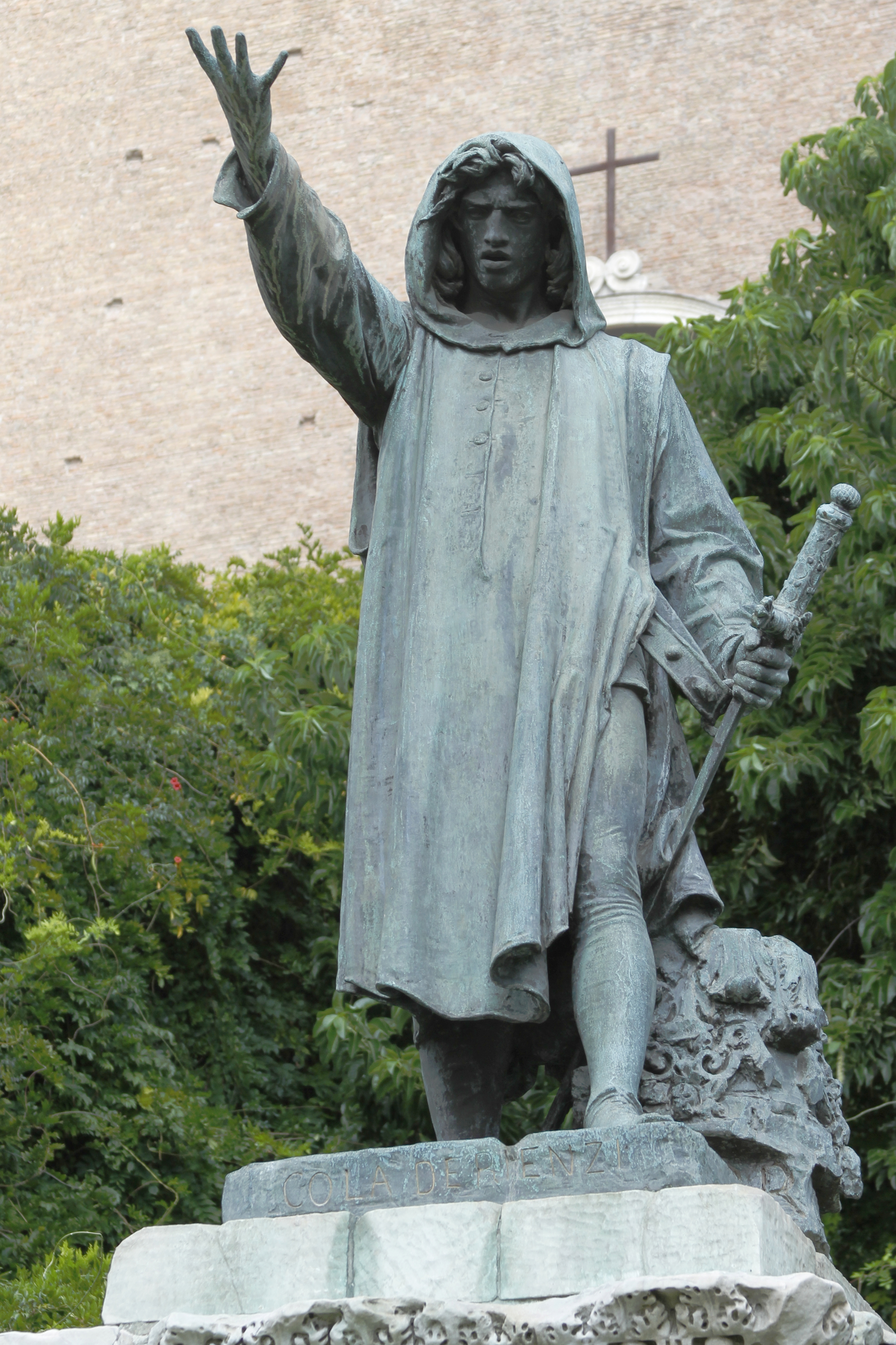
Estátua de Cola di Rienzo na Cordonata do Capitólio de Roma.

## Tentativa de unificar a Itália
Em julho, em um decreto sonoro, ele proclamou a soberania do povo romano sobre o império, mas antes disso ele havia começado a trabalhar em sua tarefa de restaurar a autoridade de Roma sobre as cidades e províncias da Itália, de tornar a cidade novamente caput mundi. Ele escreveu cartas às cidades da Itália, pedindo-lhes que enviassem representantes a uma assembleia que se reuniria em 1º de agosto, quando seria considerada a formação de uma grande federação sob a liderança de Roma. No dia marcado, vários representantes apareceram e, após alguns cerimoniais elaborados e fantásticos, Cola, como ditador, emitiu um edito citando Luís IV, Sacro Imperador Romano, e seu rival Carlos, depois Carlos IV, Sacro Imperador Romano, e também os eleitores imperiais e todos os outros envolvidos na disputa, para comparecer perante ele a fim de que ele possa pronunciar o julgamento no caso.
No dia seguinte foi celebrada a festa da unidade da Itália, mas nem esta nem a reunião anterior tiveram qualquer resultado prático. O poder de Cola, entretanto, foi reconhecido no Reino de Nápoles, de onde tanto Joana I de Nápoles quanto seu amargo inimigo, Luís I da Hungria, apelaram a ele por proteção e ajuda, e em 15 de agosto com grande pompa ele foi coroado Tribuna. Ferdinand Gregorovius diz que essa cerimônia "foi a caricatura fantástica que encerrou o império de Carlos, o Grande. Um mundo onde a ação política era representada dessa maneira estava pronto para ser derrubado ou só poderia ser salvo por uma grande reforma mental".

## Fim da regra
Ele então agarrou, mas logo libertou, Stefano Colonna e alguns outros barões que falaram dele de forma depreciativa, mas seu poder já estava começando a diminuir.
O caráter de Cola di Rienzo foi descrito como uma combinação de conhecimento, eloqüência e entusiasmo pela excelência ideal, com vaidade, inexperiência da humanidade, instabilidade e timidez física. À medida que essas últimas qualidades se tornaram evidentes, elas eclipsaram suas virtudes e fizeram com que seus benefícios fossem esquecidos. Suas pretensões extravagantes só serviam para provocar o ridículo. Seu governo era caro e, para pagar suas muitas despesas, ele era obrigado a impor pesados impostos ao povo. Ele ofendeu o papa com sua arrogância e orgulho, e tanto o papa quanto o imperador com sua proposta de estabelecer um novo Império Romano, cuja soberania repousaria diretamente sobre a vontade do povo. Em outubro, Clemente deu poder a um legado para depô-lo e levá-lo a julgamento, e o fim estava obviamente à vista.
Com coragem, os barões exilados reuniram algumas tropas e a guerra começou nas vizinhanças de Roma. Cola di Rienzo obteve ajuda de Luís da Hungria e outros, e em 20 de novembro suas forças derrotaram os nobres na Batalha de Porta San Lorenzo, nos arredores da Porta Tiburtina , uma batalha na qual o próprio tribuno não participou, mas na qual seu o mais ilustre inimigo, Stefano Colonna, foi morto.
Mas essa vitória não o salvou. Ele passava o tempo em festas e desfiles, enquanto em uma bula o papa o denunciava como criminoso, pagão e herege, até que, aterrorizado por uma ligeira perturbação em 15 de dezembro, ele abdicou de seu governo e fugiu de Roma. Ele buscou refúgio em Nápoles, mas logo deixou aquela cidade e passou mais de dois anos em um mosteiro de montanha italiano.[carece de fontes?]

## Vida em cativeiro
Saindo de sua solidão, Cola viajou para Praga em julho de 1350, lançando-se à proteção do imperador Carlos IV. Denunciando o poder temporal do papa, ele implorou ao imperador que libertasse a Itália, e especialmente Roma, de seus opressores; mas, sem se importar com seus convites, Carlos o manteve na prisão por mais de um ano na fortaleza de Raudnitz, e então o entregou ao papa Clemente.
Em Avignon, onde apareceu em agosto de 1352, Cola foi julgado por três cardeais e condenado à morte, mas essa sentença não foi cumprida e ele permaneceu na prisão apesar dos apelos de Petrarca para sua libertação.
Em dezembro de 1352, Clemente morreu, e seu sucessor, o Papa Inocêncio VI, ansioso para desferir um golpe nos governantes baroniais de Roma e vendo no ex-tribuno um excelente instrumento para esse fim, perdoou e libertou Rienzi.

## Senador de Roma
O papa então enviou Cola para a Itália com o legado, o cardeal Albornoz, dando-lhe o título de senador. Tendo reunido algumas tropas mercenárias pelo caminho, Cola entrou em Roma em agosto de 1354, onde foi recebido com grande alegria e rapidamente recuperou sua antiga posição de poder.[carece de fontes?]
Mas este último mandato estava destinado a ser ainda mais curto do que o anterior. Depois de ter sitiado em vão a fortaleza de Palestrina, voltou a Roma, onde traiçoeiramente prendeu o soldado da fortuna Giovanni Moriale, que foi condenado à morte, e onde, por outros atos cruéis e arbitrários, ele logo perdeu o favor do povo. Suas paixões foram rapidamente despertadas e um tumulto eclodiu em 8 de outubro. Cola tentou se dirigir a eles, mas o prédio em que ele estava foi incendiado e, ao tentar escapar disfarçado, foi assassinado pela turba.

## Legado

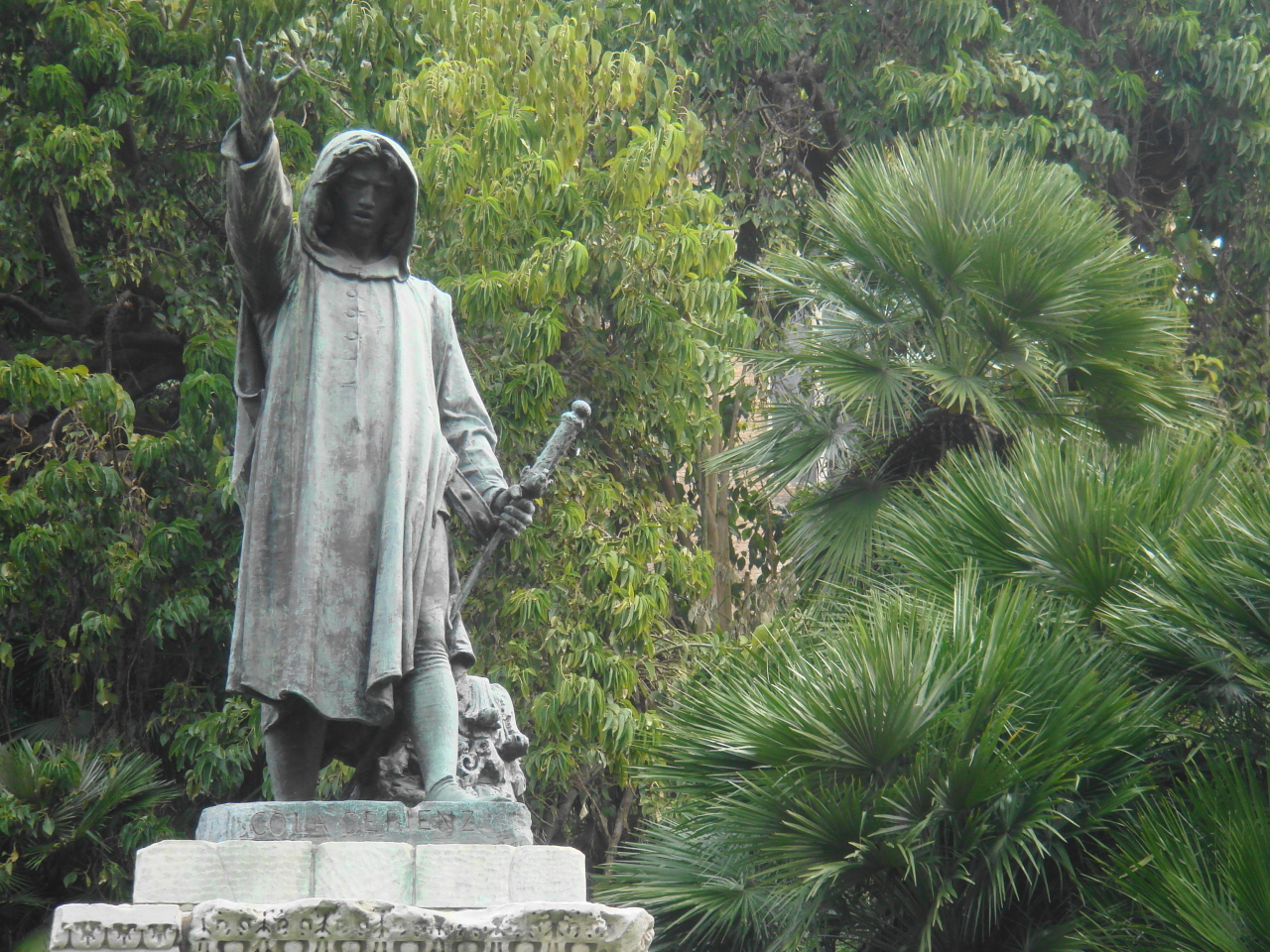
Monument to Cola di Rienzo next to the Campidoglio steps in Rome

Durante o século XIV, Cola di Rienzo foi o herói de uma das melhores odes de Petrarca , o Spirito gentil.
Tendo defendido tanto a abolição do poder temporal do Papa quanto a Unificação da Itália, Cola ressurgiu no século XIX, transformado em uma figura romântica entre os nacionalistas politicamente liberais e adotado como um precursor do Risorgimento do século XIX, que lutou e eventualmente alcançou ambos os objetivos. Nesse processo, ele foi reinventado como "o estereótipo romântico do sonhador inspirado que prevê o futuro nacional", como Adrian Lyttleton expressou, ilustrando seu ponto com Cola di Rienzo Contemplando as Ruínas de Roma (1855), de Federico Faruffini , do qual ele observa: "A linguagem do martírio poderia ser libertada de seu contexto religioso e usada contra a Igreja."

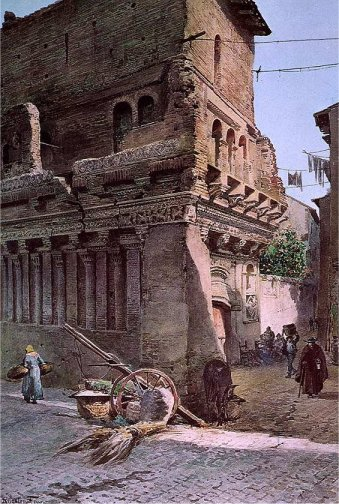
The so-called Casa di Rienzi still in its urban context before the opening of the Via del Mare in a watercolour by Ettore Roesler Franz (about 1880).

Ironicamente, um dos descendentes de Rienzo, Gioacchino Vincenzo Raffaele Luigi Pecci, tornou-se Papa Leão XIII.
A vida e o destino de Cola di Rienzo foram tema de um romance de Edward Bulwer-Lytton (1835), de peças trágicas de Gustave Drouineau (1826), Mary Russell Mitford (1828),  Julius Mosen (1837) e Friedrich Engels (1841),  e também de alguns versos de A Peregrinação de Childe Harold (1818) de Lord Byron.

A primeira ópera de sucesso de Richard Wagner , Rienzi (Dresden, 1842), baseada no romance de Bulwer-Lytton, tomou Cola como figura central e, ao mesmo tempo, sem saber da produção de Dresden, Giuseppe Verdi , um patriota ardente e anticlerical do Risorgimento, contemplou uma Cola di Rienzo .

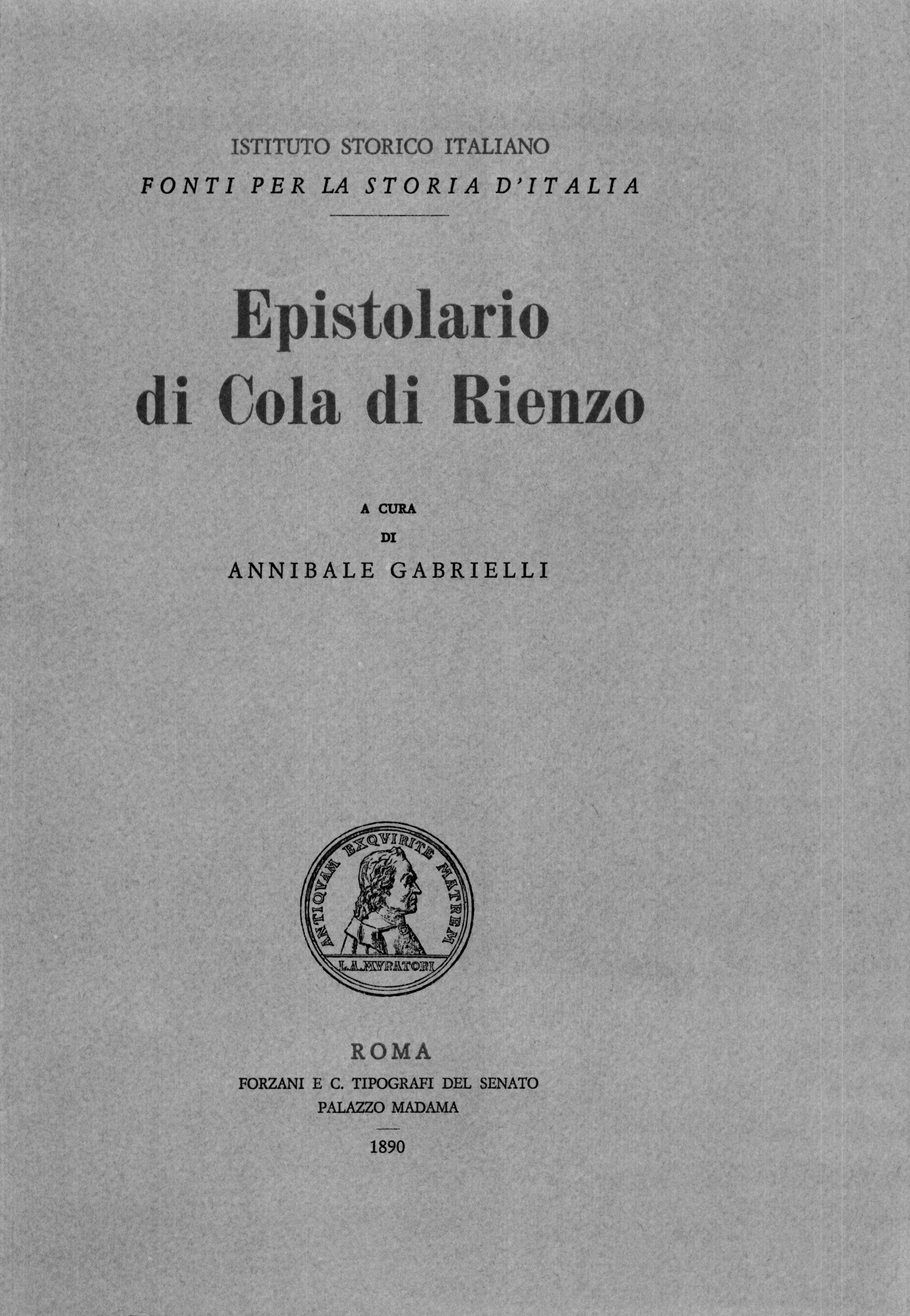
Epistolario di Cola di Rienzo

Em 1873 – apenas três anos após o novo Reino da Itália ter arrancado a cidade de Roma das forças papais – o rione Prati foi construído, com a rua principal do novo bairro sendo "Via Cola di Rienzo" e uma praça notável, a Piazza Cola di Rienzo. De forma contundente, o nome foi dado precisamente à rua que conectava o Tibre com o Vaticano – na época, sede de uma Igreja Católica ainda longe de se reconciliar com a perda de seu poder temporal. Para reforçar ainda mais o ponto, a Piazza del Risorgimento estava localizada na extremidade oeste da Via Cola di Rienzo, tocando diretamente na sede da Igreja.
Em 1877, uma estátua da tribuna de Girolamo Masini foi erguida no sopé do Monte Capitolino de Roma . Em Roma, no rione Ripa , perto da Bocca della Verità , ainda existe uma casa decorada com tijolos da Idade Média, distinguida pela denominação de "A Casa de Pilatos", mas também tradicionalmente conhecida como casa de Cola di Rienzo (na verdade, pertencia à família patrícia Crescenzi ).
O poeta e dramaturgo irlandês John Todhunter escreveu um drama em 1881 intitulado The True Tragedy Of Rienzi Tribune Of Rome. De estilo shakespeariano, é em grande parte historicamente preciso. Peças sobre Cola di Rienzo também foram escritas pelos autores poloneses do final do século XIX, Adam Asnyk e Stefan Żeromski , que traçaram semelhanças entre a revolta de Rienzo e a luta polonesa pela independência.
Suas cartas, editadas por A. Gabrielli, foram publicadas no vol. vi. do Fonti per la storia d'Italia (Roma, 1890).
Segundo August Kubizek, amigo de infância de Adolf Hitler, foi numa apresentação da ópera Rienzi de Wagner que Hitler, ainda adolescente, teve a sua primeira visão extática da reunificação do povo alemão.
Pela sua retórica demagógica , apelo popular e sentimento anti-sistema (como nobreza), algumas fontes consideram-no um populista anterior e uma figura protofascista.